# Cristoforo Bignamini
Cristoforo Bignamini (fl. XX secolo) è stato un calciatore italiano, di ruolo attaccante.

## Carriera
Nella prima partita della storia della Cremonese Bignamini ne è stato il primo centravanti, il 7 dicembre 1913 a Varese nella sconfitta per (5-1); gioca anche la gara di ritorno l'8 febbraio 1914, realizzando una doppietta nel 6-1 con cui la Cremonese ha battuto i varesotti. Nelle due stagioni giocate a Cremona ha disputato 10 partite e realizzato 5 reti.

## Palmarès

### Club

#### Competizioni regionali
- Promozione: 1

Cremonese: 1913-1914